# Pokaran
Pokaran là một thành phố và khu đô thị của quận Jaisalmer thuộc bang Rajasthan, Ấn Độ.

## Địa lý
Pokaran có vị trí 26°55′B 71°55′Đ / 26,92°B 71,92°Đ Nó có độ cao trung bình là 233 mét (764 feet).

## Nhân khẩu
Theo điều tra dân số năm 2001 của Ấn Độ, Pokaran có dân số 19.186 người. Phái nam chiếm 55% tổng số dân và phái nữ chiếm 45%. Pokaran có tỷ lệ 56% biết đọc biết viết, thấp hơn tỷ lệ trung bình toàn quốc là 59,5%: tỷ lệ cho phái nam là 68%, và tỷ lệ cho phái nữ là 41%. Tại Pokaran, 19% dân số nhỏ hơn 6 tuổi.